# Dorylus ghanensis
Dorylus ghanensis är en myrart som beskrevs av Boven 1975. Dorylus ghanensis ingår i släktet Dorylus och familjen myror. Inga underarter finns listade i Catalogue of Life.